# Výkonná dohoda

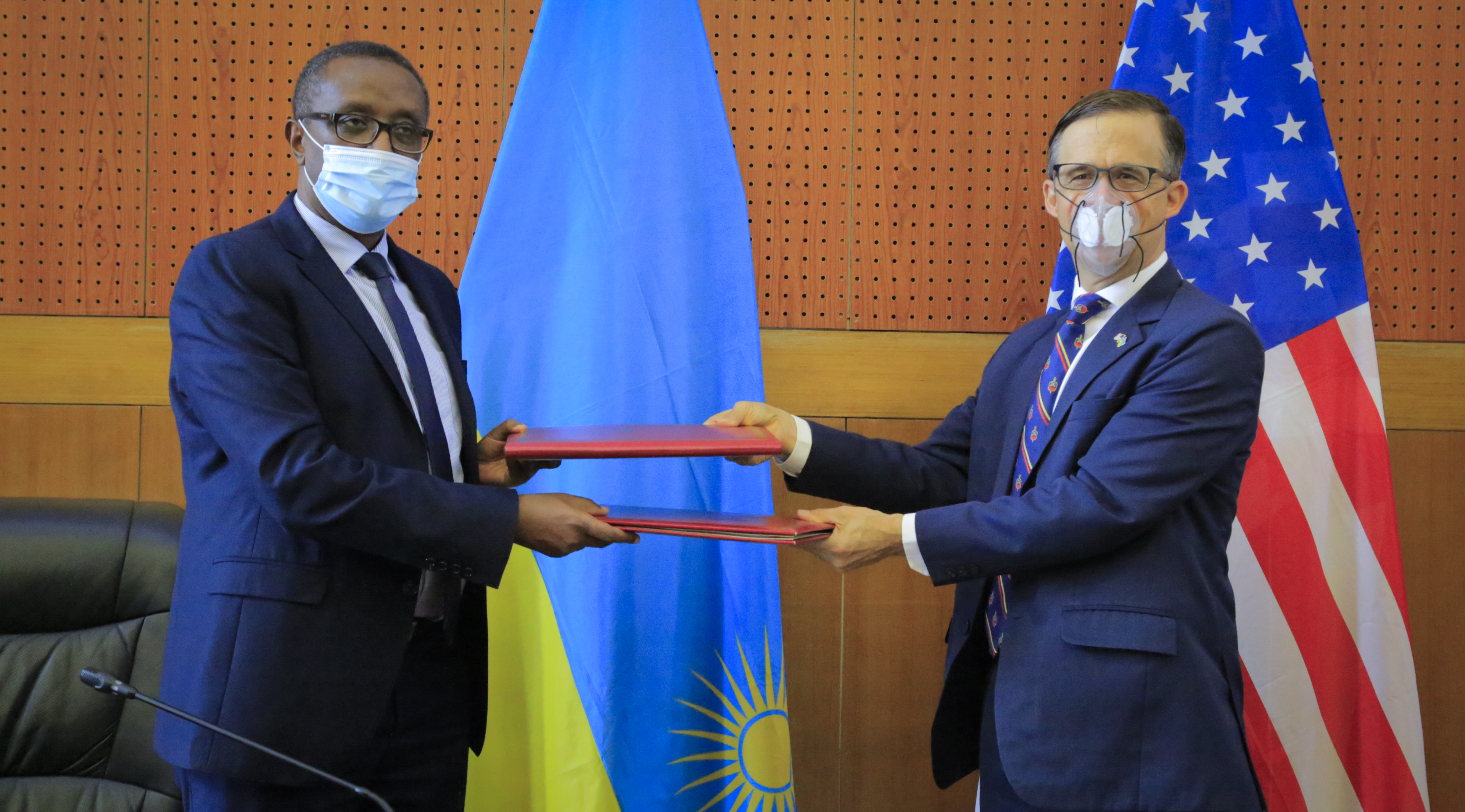
Zástupci USA a Rwandy po podpisu výkonné dohody o statutu sil (status of forces agreement - SOFA)

Výkonná dohoda (anglicky Executive agreement) je označení pro mezinárodní dohodu, která byla sjednána, uzavřena a schválena orgánem výkonné moci (prezidentem, vládou) a nepodléhá předchozímu ani dodatečnému schválení zákonodárným orgánem (parlamentem).

## USA
Ve Spojených státech jsou rozlišovány mezinárodní smlouvy (treaty), které vždy dle Ústavy vyžadují souhlas Senátu, a výkonné dohody (executive agreement), které nikoliv.
Výkonné dohody jsou mezinárodně závazné, pokud jsou sjednávány a uzavírány prezidentem nebo jím zmocněným funkcionářem, v rámci pravomocí vrcholné autority zahraniční politiky či vrchního velitele ozbrojených sil, případně na základě předchozího zmocnění Kongresem. Například, jako vrchní velitel, prezident vyjednává a uzavírá dohody o statutu sil (SOFA), které upravují rozmístění amerických sil dislokovaných v jiných zemích. Prezident však nemůže jednostranně uzavírat výkonné dohody, které by měly platnost zákona. V takových případech by dohoda musela mít souhlas dvou třetin Senátu.
Nejvyšší soud USA v případu United States v. Pink (1942) konstatoval, že platně uzavřené výkonné dohody mají stejný právní status, jako smlouvy které souhlas Senátu vyžadují. Dále pak v případu Reid v. Covert (1957), stanovil, že takové dohody nemohou odporovat stávajícím federálním zákonům nebo Ústavě. Zákon Case-Zablocki z roku 1972 vyžaduje, aby prezident informoval Senát do 60 dnů od uzavření jakékoli výkonné dohody.

### Příklady
- Dohoda podepsaná 2. září 1940 známá jako Destroyers-for-bases deal (destruktory za základny), mezi Spojenými státy a Spojeným královstvím, podle které bylo 50 torpédoborců amerického námořnictva převedeno pod Royal Navy výměnou za pozemková práva na britských územích (jmenovitě v Newfoundlandu a Západní Indii).[6]
  - Signatáři:  Franklin Roosevelt,  Winston Churchill
- Memorandum podepsané 20. června 1963 mezi Spojenými státy a Sovětským svazem, podle kterého byla zřízena horká linka Moskva–Washington.[7]
  - Signatáři:  Charles Stelle,  Semjon Carapkin
- Dohoda podepsaná 24. května 1972 mezi Spojenými státy a Sovětským svazem, podle které byl proveden projekt Sojuz-Apollo.[8]
  - Signatáři:  Richard Nixon,  Alexej Kosygin
- Dohoda o statutu sil podepsaná na konci roku 2008 mezi Spojenými státy a Irákem, podle které došlo ke stažení amerických sil.[9]
  - Signatáři:  Ryan Crocker,  Hošjár Zebarí
- Dohoda podepsaná 29. února 2020 mezi Spojenými státy a Tálibánem, o stažení sil NATO z Afghánistánu.[10]
  - Signatáři:  Zalmay Khalilzad,  Abdul Ghání Baradar

## Česko
V českém právu tento termín není ukotven. Podle Ústavy a rozhodnutí prezidenta republiky č. 144/1993 Sb. jsou mezinárodní smlouvy rozděleny takto:
Nejdůležitější smlouvy, jmenovitě smlouvy:
- upravující práva a povinnosti osob,

- spojenecké, mírové a jiné politické,
- z nichž vzniká členství České republiky v mezinárodní organizaci,
- hospodářské, jež jsou všeobecné povahy,
- o dalších věcech, jejichž úprava je vyhrazena zákonu,

musí být schváleny oběma komorami Parlamentu ČR a následně ratifikovány prezidentem republiky. 
Nicméně ostatní smlouvy, které nemají platnost zákona a nevyžadují ratifikaci, pak sjednává předseda vlády nebo jím pověřený člen vlády a následně schvaluje vláda (tzv. vládní smlouvy), a pokud spadají do působnosti pouze jednoho ministerstva nebo jiného ústředního orgánu státní správy, pak je sjednává a schvaluje příslušný ministr nebo vedoucí úřadu (tzv. rezortní smlouvy). Tyto pak lze označit za výkonné dohody.